# Німецька Австрія
Німецька Австрія (нім. Republik Deutschösterreich або нім. Deutsch-Österreich) — відламкова держава, правонаступниця Австро-Угорської імперії після Першої світової війни, утворена з районів із переважно етнічним німецьким населенням. З площею 118 311 км² та населенням 10,4 млн жителів, включаючи нинішні області Австрійської Республіки та інших німецькомовних районів, що були австрійськими імператорськими землями (Цислейтанії) в складі Австро-Угорщини. У їхньому числі провінції Больцано-Боцен і місто Тарвізіо, що нині у складі Італії, південна Каринтія і південна Штирія, які зараз у складі Словенії, і Судетська область (Sudetenland), що належала до Німецької Чехії (згодом також частина Судетської області), а зараз у складі Чеської Республіки.

## Історія
За часів Габсбургів в Австро-Угорщині «Німецька Австрія» був неофіційним терміном і використовувався для зазначення областей імперії, населених етнічними німцями. Перед дедалі ближчим крахом імперії, наприкінці 1918 року етнічні німецькі депутати з Цислейтанії австрійського парламенту (Reichsrat), обраного в 1911 році, прагнули створити нову Німецьку Австрію. Вони заявили про скликання «тимчасової Національної асамблеї незалежної держави Німецька Австрія». У зборах взяли участь представники Чехії, Моравії і Австрійської Сілезії які відмовилися приєднатися до нової держави Чехословаччини, яку було проголошено 28 жовтня 1918 року.
11 листопада 1918 року імператор Карл I склав повноваження, і 12 листопада, Німецька Австрія офіційно проголосила республіку. Національна асамблея заявила, що «Німецька Австрія є демократичною республікою» (стаття 1) і «Німецька Австрія є частиною Республіки Німеччина» (стаття 2). Пізніше на плебісциті в провінціях Тіроль і Зальцбург більшість (98 і 99 %) висловилась за об'єднання з Німеччиною, водночас жителі Форарльбергу висловилися за приєднання до Швейцарії. 22 листопада, Національна асамблея офіційно проголосила, що всі етнічні райони Цислейтанії підпорядковуються Німеччині. Проте, Антанта, виступила проти такого об'єднання і Німецька Австрія була значною мірою безсила протистояти військам Італії, Чехословаччини, і Королівства сербів, хорватів і словенців.
10 вересня 1919 року канцлер Карл Реннер, підписав Сен-Жерменський мирний договір 1919 який був ратифікований Національними Зборами 21 жовтня. Згідно з його положеннями, назва республіки була змінена з «Німецької Австрії» на «Австрія» і будь-які спроби країни об'єднання з Німеччиною були заборонені. Стаття 88 договору, яку інколи називають Заборона Аншлюсу, говорить, що «незалежність Австрії є невід'ємною інакше, ніж з відома Ради Ліги Націй». Крім того, у Версальському договорі, який обумовлює мир з Німеччиною, був пункт про заборону на об'єднання. З врахуванням цих змін розпочалась епоха Першої австрійської Республіки.

## Адміністративний поділ
Німецька Австрія, спочатку складалася з дев'яти провінцій (Provinzen), у тому числі:
- Верхня Австрія (Oberösterreich), сучасна австрійська земля Верхня Австрія плюс Шумавський край (Böhmerwaldgau), в наш час[коли?] це Південночеський край Чехії.
- Нижня Австрія (Niederösterreich), сучасна австрійська земля Нижня Австрія, а також Німецька Південна Моравія (Deutschsüdmähren), в наш час[коли?] розподілені між регіонами Чехії — Південночеський край, Височина та Південноморавський край.
- Німецька Богемія (Deutschböhmen), райони західної Богемії, які пізніше були частиною Судетської області з 1938-45, нині частина Чехії.
- Судетська область (Sudetenland), історичні чеські регіони північної Моравії і Чеської Сілезії (Австрійська Сілезія).
- Штирія (Steiermark), майже вся історична Штирія у тому числі сучасна австрійська земля Штирія і північно-східна частина Словенії — Нижня Штирія.
- Зальцбург сучасна австрійська земля Зальцбург.
- Каринтія (Kärnten), вся історична Каринтія у тому числі сучасна австрійська земля Каринтія, словенський неофіційний регіон Каринтія, словенський муніципалітет Єзерско і сьогоденні італійські комуни Тарвизіо, Мальборгетто Вальбруна і Понтебба.
- Німецький Тироль (Deutschtirol), майже весь історичний Тироль у тому числі сучасна австрійська земля Тироль і італійська провінція Больцано, але без Тренто.
- Форарльберг, сучасна австрійська земля Форарльберг

Німецька меншина в Моравії, у тому числі німецьке населення в Brünn (Брно), Iglau (Їглава), і Olmütz (Оломоуц) також спробували проголосити свій союз з Німецькою Австрією, але зазнали невдачі. З іншого боку, етнічні німці в західній частині Королівства Угорщини, які утворюють більшість в районі, відомому як Німецька Західна Угорщина проголосували за приєднання до Австрії і це бажання було взято до уваги, зараз це земля Бургенланд.